# 9054 Hippocastanum
A 9054 Hippocastanum (ideiglenes jelöléssel 1991 YO) a Naprendszer kisbolygóövében található aszteroida. Eric Walter Elst fedezte fel 1991. december 30-án.